# Autrepierre
Autrepierre ist eine französische Gemeinde mit 77 Einwohnern (Stand 1. Januar 2022) im Département Meurthe-et-Moselle in der Region Grand Est (vor 2016 Lothringen). Sie gehört zum Arrondissement Lunéville und zum Kanton Baccarat.

## Geografie
Die Gemeinde liegt etwa 38 Kilometer ostsüdöstlich von Nancy. Nachbargemeinden sind Amenoncourt im Norden, Igney im Nordosten, Repaix im Osten, Verdenal im Süden, Chazelles-sur-Albe im Südwesten, Gondrexon im Westen und Leintrey im Nordwesten.

## Bevölkerungsentwicklung
| Jahr                       | 1793 | 1851 | 1962 | 1968 | 1975 | 1982 | 1990 | 1999 | 2006 | 2019 |
| Einwohner                  | 258  | 333  | 152  | 157  | 161  | 133  | 113  | 108  | 117  | 82   |
| Quellen: Cassini und INSEE |      |      |      |      |      |      |      |      |      |      |

## Verkehr
Die RN4 führt wenige Kilometer südlich an der Gemeinde vorbei. 

## Sehenswürdigkeiten
- Dorfkirche Saint-Clément aus dem 18. Jahrhundert
- Wegekreuze
- Brunnen

Quelle:

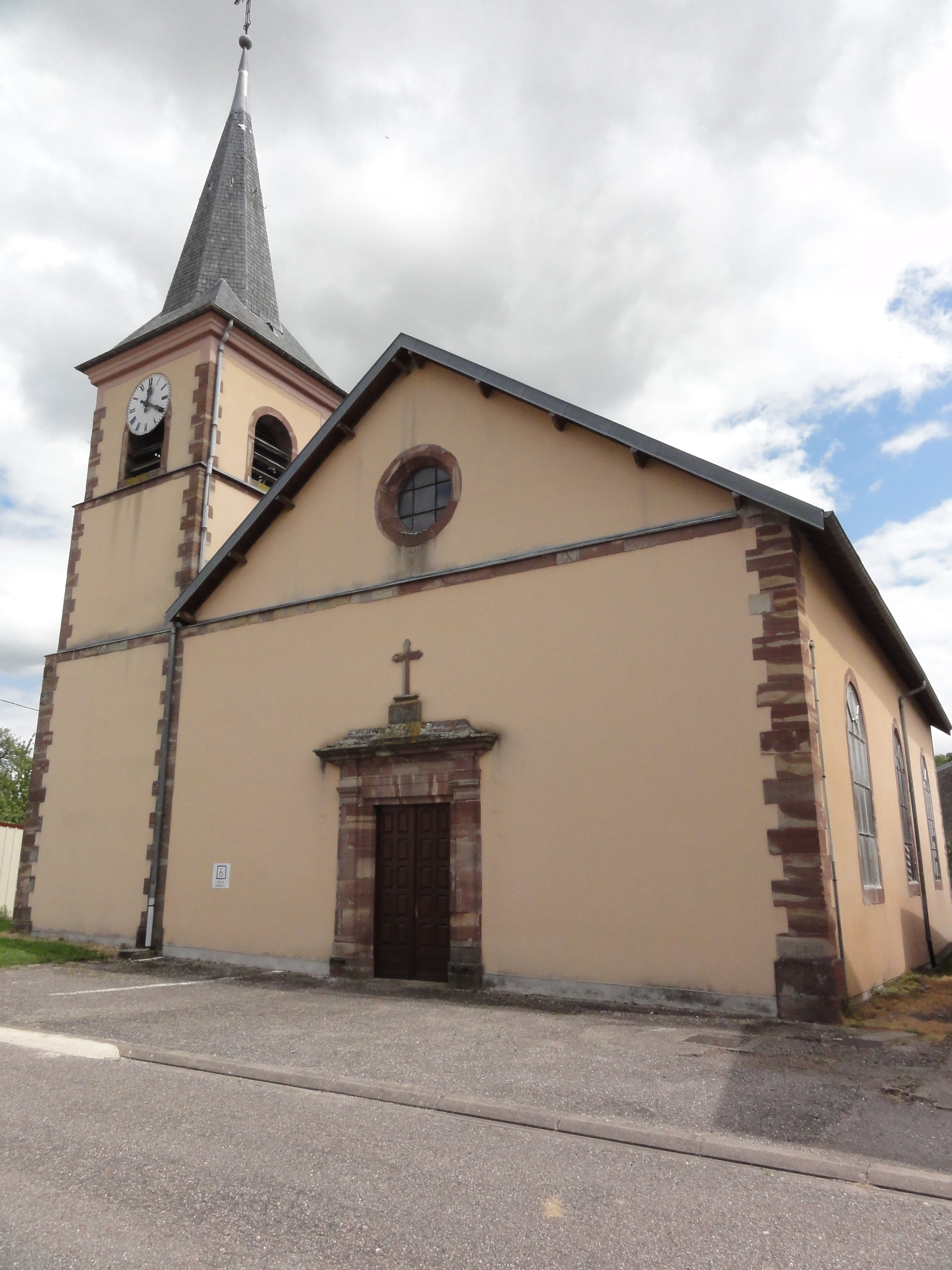
Kirche Saint-Clément
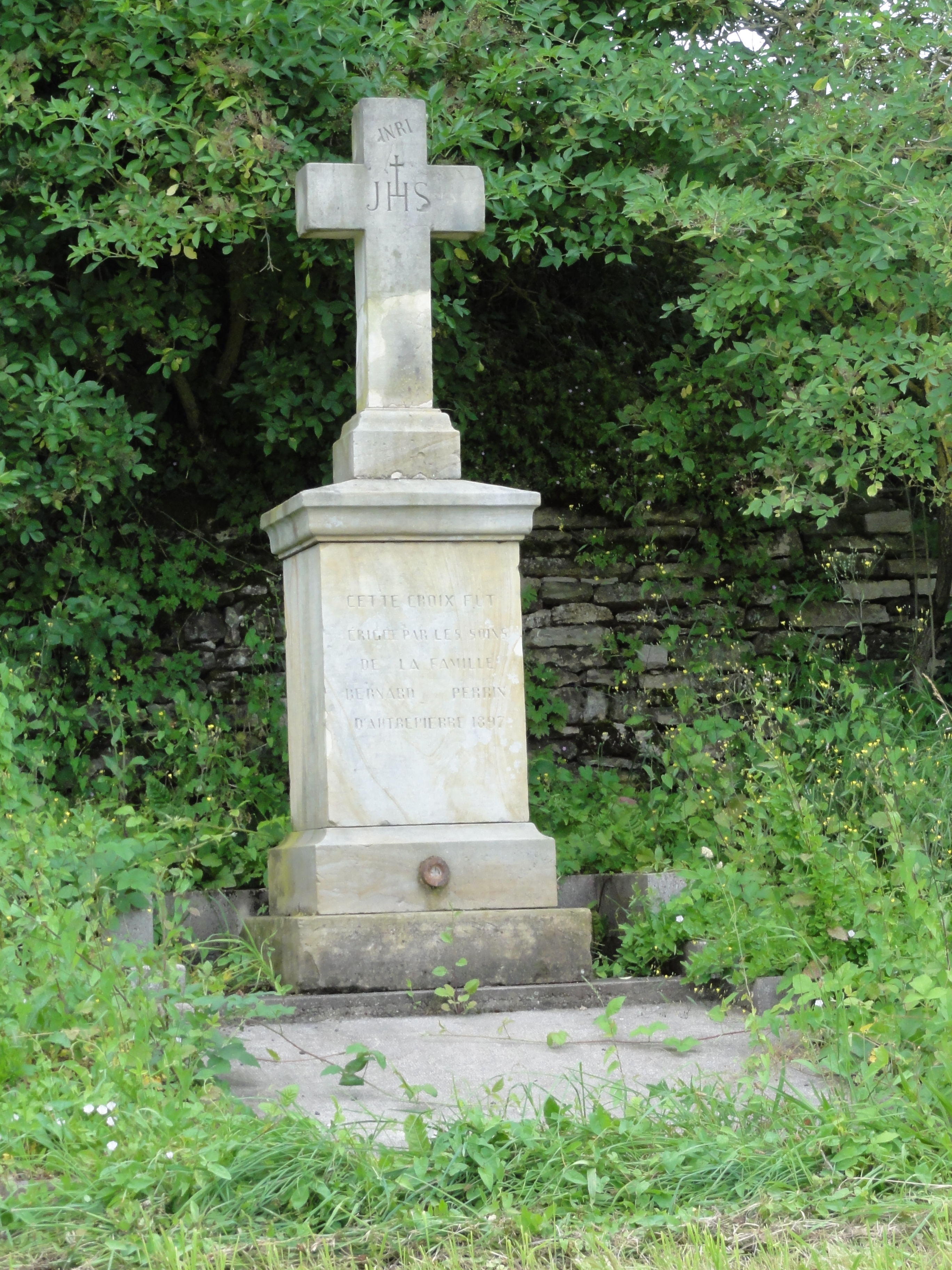
Wegekreuz
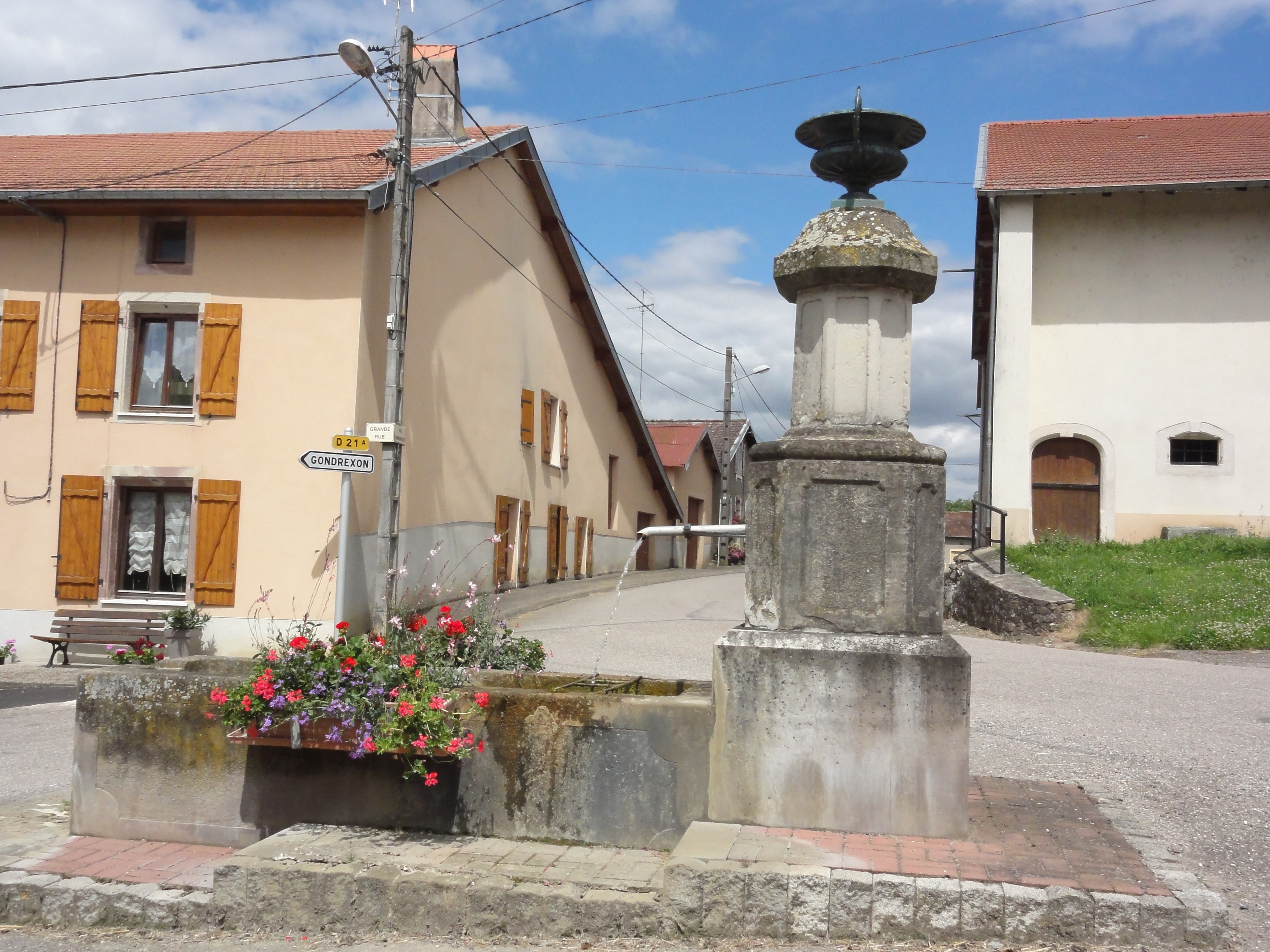
Brunnen